# Курчицько-Гутська сільська рада
Курчицько-Гутська сільська рада — колишня адміністративно-територіальна одиниця та орган місцевого самоврядування у Городницькому районі Київської й Житомирської областей Української РСР з адміністративним центром у селі Курчицька Гута.

## Населені пункти
Сільській раді на час ліквідації були підпорядковані населені пункти:
- с. Курчицька Гута

## Історія та адміністративний устрій
Створена 7 квітня 1933 року, відповідно до постанови Президії Київського облвиконкому «Про утворення 3 нових сільрад в Городницькому районі — Перелісянської, Веровської та Курчицько-Гутської», в складі с. Курчицька Гута та хутора Дубова Курчицької сільської ради Городницького району Київської області. Станом на 1 жовтня 1941 року значиться як Курчицько-Заводська, х. Дубова не перебуває на обліку населених пунктів.
На 1 вересня 1946 року не перебуває в переліку сільських рад. Від 1944 року с. Курчицька Гута показане в складі Курчицької сільської ради Городницького району Житомирської області.